# Manuel Ballesteros Ríos
Manuel Egidio Ballesteros Ríos (Santiago, 1 de septiembre de 1844 - 30 de noviembre de 1914) fue un abogado y político liberal chileno.

## Biografía
Hijo de Ramón Ballesteros Riesco y de Ignacia Ríos Egaña y bisnieto del ex Gobernador de Chile, Juan Rodríguez Ballesteros (1808). Estudió en el Seminario Conciliar de Santiago.  Por corriente familiar estaba destinado a seguir la jurisprudencia y se recibió de abogado el 21 de abril de 1871. Ese mismo año, se casó con Leocadia Barros y Barros, de quien no tuvo descendencia.

## Labor jurídica
Vicerrector y profesor del Liceo de Talca (1868); jefe de sección del Ministerio de Instrucción (1871); oficial mayor del Ministerio de Justicia (1872); Juez del Crimen de Valparaíso (1875); Juez Letrado de Melipilla (1877); Juez de Letras en Lima, Perú (1882) durante la ocupación y presidente del Tribunal de Alzada de la capital peruana.
Juez de Letras en lo civil (Santiago, 1884); Ministro de la Corte de Apelaciones de Iquique (1885); Ministro suplente de la Corte Suprema (1887); Fiscal de la Corte Suprema y profesor de Derecho Canónico en la Universidad de Chile (1888).

## Labor intelectual
En 1867 ayudó a fundar el periódico "La Estrella de Chile" y el diario "El Talquino" (1868).
Su obra cumbre fue "Ley de Organización y Atribuciones de los Tribunales Chilenos" (1890), siendo esta premiada por la Facultad de Leyes y Ciencias Políticas de la Universidad de Chile.
Fue miembro honorario del cuerpo de redacción de "Direito", Revista de Jurispridencia de Río de Janeiro, Brasil; socio correspondiente de la Sociedad de Legislación Comparada de París, a la cual prestó servicios en 1888.

## Labor política

### Ministro
- Ministro de Justicia e Instrucción Pública (septiembre-noviembre de 1901).
- Ministro del Interior (mayo-octubre de 1904).

### Parlamentario
En su juventud simpatizó con el conservadurismo, pero luego se afilió al Partido Liberal Democrático, contribuyendo a su organización y fue uno de los más importantes consejeros e inspiradores.
- Senador por Santiago (1900-1906). Integró la comisión permanente de Constitución, Legislación y Justicia, de la que fue presidente; y la comisión permanente de Instrucción Pública.